# Prašník (okres Piešťany)
Prašník je kopaničářská obec na Slovensku s pravěkým hradištěm z doby bronzové. Vznikla v roce 1958 vyčleněním se od Vrbového.
Žije zde 812 obyvatel.